# 바이트댄스
바이트댄스(영어: ByteDance) 또는 지제탸오둥(중국어 간체자: 字节跳动, 정체자: 字節跳動, 병음: Zìjié Tiàodòng)은 중국의 IT 기업으로, 베이징시에 본사가 있다. 장이밍이 설립하였다.

## 같이 보기
- 틱톡 (TikTok)